# Jason Garrett
Jason Calvin Garrett (Abington, 28 marzo 1966) è un ex giocatore di football americano e allenatore di football americano statunitense che svolge il ruolo di coordinatore offensivo dei New York Giants della National Football League (NFL).

## Carriera da giocatore
Dopo non essere stato nel draft NFL 1989, Garrett firmò coi New Orleans Saints dove passò due stagioni senza mai scendere in campo. Dal 1993 al 1999 fu la riserva di Troy Aikman ai Cowboys, vincendo due Super Bowl. Dal 2000 al 2003 fu membro dei New York Giants, disputando 17 partite. Chiuse la carriera nel 2004 giocando con Miami Dolphins e Tampa Bay Buccaneers senza mai scendere in campo.

## Carriera da allenatore
Nel 2005 iniziò la sua carriera NFL con i Miami Dolphins come allenatore dei quarterback.
Nel gennaio 2007 passò ai Dallas Cowboys ricoprendo il ruolo di coordinatore dell'attacco. Nell'anno successivo divenne anche assistente del capo allenatore. L'8 novembre 2010 divenne capo allenatore ad interim per le ultime 8 partite della stagione regolare, chiuse con 5 vittorie e 3 sconfitte.
Il 6 gennaio 2011 venne promosso capo-allenatore chiudendo la sua prima stagione completa con 8 vittorie e 8 sconfitte, lo stesso bilancio che ottenne nelle due stagioni successive. Nel 2014 vinse il primo titolo di division terminando con un record di 12-4. Nel primo turno di playoff, i Cowboys eliminarono i Detroit Lions, venendo sconfitti nel successivo dai Green Bay Packers. Tre giorni dopo, Garrett firmò un prolungamento contrattuale quinquennale del valore di 30 milioni di dollari con il club.
Nella stagione 2016, Garrett fu premiato come allenatore dell'anno dopo avere guidato la squadra al miglior record della NFC. Questa tuttavia fu subito eliminata nel divisional round dei playoff dai Packers.
Dopo una stagione deludente terminata senza qualificarsi ai playoff, Garrett fu licenziato dai Cowboys il 5 gennaio 2020.

## Palmarès
Giocatore
- Super Bowl : 2

Dallas Cowboys: XVIII, XXX
Allenatore
- Allenatore dell'anno: 1

2016

## Record come capo-allenatore
| Squadra | Anno   | Stagione regolare | Stagione regolare | Stagione regolare | Stagione regolare | Playoff | Playoff | Playoff                                              |
| Squadra | Anno   | Vinte             | Perse             | Pareggiate        | Posizione         | Vinte   | Perse   | Risultato                                            |
| ------- | ------ | ----------------- | ----------------- | ----------------- | ----------------- | ------- | ------- | ---------------------------------------------------- |
| DAL*    | 2010   | 5                 | 3                 | 0                 | 3º nella NFC East | -       | –       | –                                                    |
| DAL     | 2011   | 8                 | 8                 | 0                 | 3º nella NFC East | -       | –       | –                                                    |
| DAL     | 2012   | 8                 | 8                 | 0                 | 3º nella NFC East | -       | –       | –                                                    |
| DAL     | 2013   | 8                 | 8                 | 0                 | 2º nella NFC East | -       | –       | –                                                    |
| DAL     | 2014   | 12                | 4                 | 0                 | 1º nella NFC East | 1       | 1       | Sconfitta coi Green Bay Packers nel divisional round |
| DAL     | 2015   | 4                 | 12                | 0                 | 4º nella NFC East | -       | –       | –                                                    |
| DAL     | 2016   | 13                | 3                 | 0                 | 1º nella NFC East | 0       | 1       | Sconfitta coi Green Bay Packers nel divisional round |
| DAL     | 2017   | 9                 | 7                 | 0                 | 2º nella NFC East | -       | –       | –                                                    |
| DAL     | 2018   | 10                | 6                 | 0                 | 1º nella NFC East | 1       | 1       | Sconfitta coi Los Angeles Rams nel divisional round  |
| DAL     | 2019   | 8                 | 8                 | 0                 | 2º nella NFC East | -       | –       | –                                                    |
| Totale  | Totale | 85                | 67                | 0                 | -                 | 2       | 3       | -                                                    |

* – subentrato nelle ultime otto partite dopo il licenziamento di Wade Phillips